# Luis Barreto
Luis Barreto (11 de octubre de 1949, Estado Anzoátegui, Venezuela) fue un artista venezolano del siglo XX, reconocido principalmente por sus diferentes reconocimientos a nivel nacional. Fue merecedor del premio especial del jurado, V Salón de la Malpenza, en Milán, ciudad de Italia.

## Vida y Obra
Fue un pintor. Hijo de Juan Barreto y Ana Martínez. Inició su carrera artística en 1968, en el taller Libre de Arte, en el Tigre, Estado Anzoátegui; en donde realizó estudios de pintura, dibujo y escultura, e interviene en las exposiciones colectivas hasta el año 1971. 
Ese mismo año, viaja a Ciudad Bolívar, donde frecuentaba los talleres de arte de Inciba. Estudió dibujo y grabado durante un año. Al siguiente año se traslada a Caracas para estudiar arquitectura en la Universidad Central de Venezuela (UCV) hasta 1974. Entre 1974 y 1977 participa en las ediciones anuales del Salón Universitario de Arte y en los salones de arte de la Facultad de Arquitectura y Urbanismo de la UCV.
En 1981 toma parte en la I Bienal de Jóvenes Artistas (MACC). Su obra pictórica se inscribe en la abstracción. En su estilo, Barreto no establece previamente en esquema compositivo sino que plasma directamente la superficie del cuadro con formas, planos y colores muy personales en su resolución. 
De colores intensos y poderosa gestualidad, la pintura de este artista se deslastra de las formas e ideas preconcebidas para expresarse en estructuras de diversos planos y geometría de colores intensos.
En el año 1982 viaja a Milán, Italia, y estudia diseño gráfico en el IDE; este año recibe el premio especial del Jurado en el V Salón de la Malpenza en Milán (Italia). En 1985 regresa a Venezuela y se residencia en Caracas. 
Las obras de Barreto indagan en las formas figurativas y las lleva a un grado extremo de esquematización, jugando con planos de diversas y colores dotados de ciertos valores constructivos.
"Se trata de pintura abstracta, de un tipo de abstracción que no se describe a un constructivismo geométrico ni a un informalismo, ni a un expresionismo abstracto o lírico, pero que tiene un poco de todas estas tendencias, en mayor o menos proporción (...)" Erminy (1997).

## Exposiciones Individuales
- 1976 Galería Ángel Boscán
- 1977 "La alegoría del caos" Conac
- 1979 Colegio de Bioanalistas, Caracas / Facultad de Arquitectura y Urbanismo, UCV / Galería La Trinchera, Caracas.
- 1980 AEV / Biblioteca Pública Central Dr. Julián Padrón, Maturín.
- 1981 "Climas interiores", Galería Durban, Caracas / Ateneo de El Tigre, Anzoátegui.
- 1982 "Paisajes psicológicos", CIV, Puerto Ordaz / "Dibujos, técnicas mixtas", Galería INCE, Caracas / Galería Ángel Boscán.
- 1987 Galería Arte Bocetos, Caracas / Galería Vedobleve, Caracas / Galería El Pasillo, Estación Chacaito, Metro de Caracas.
- 1989 "Pintura" Museo de Arte, La Rinconada.
- 1990 Sala Sidor / Galería Municipal de Arte, Puerto La Cruz.
- 1991 Galería de Arte Latinoamericano, Caracas / Galería Arte Bocetos, Caracas.
- 1994 Galería Arri-Art, El Hatillo, Edo. Miranda / Museo de Arte Moderno, Santo Domingo / Complejo cultural Simón Rodríguez, El Tigre, Edo. Anzoátegui.
- 1995 "Construcciones Líri  cas", Museo de la Nación, Lima / Galería Arte Caracas, Caracas / Universidad Femenina, Lima.
- 1996 Galería Arte y Estilo, Caracas / "Construcciones Líricas", Teatro Imperial, Caracas / "Cromatismos", Sharon's Galería, Centro de Arte, Puerto La Cruz.
- 1997 Museo de Las Américas, San Juan de Puerto Rico / "Construcciones", Museo de Arte José Lorenzo de Alvarado, Tovar, Edo. Mérida.
- 1998 Galería Braulio Salazar / Museo de Arte Moderno Ramírez Villamizar, Pamplona, Colombia / "Cloitre des Billetes", París, Francia.
- 1999 "Construcciones al viento", Museo Francisco Narváez / Museo Antonio José de Sucre Gran Mariscal de Ayacucho, Cumaná / Museo de Anzoátegui, Barcelona / Mujabo.
- 2000 "Pintura-pintura", Centro de Arte Metropolitano, Naguanagua, Edo. Carabobo.
- 2002 Centro Cultural Tulio Febres Cordero, Mérida.

## Premios
- 1968 Primer premio Rotary Club, Taller libre de arte, El Tigre, Edo. Anzoátegui.
- 1969 Primer premio de pintura, II Feria del Orinoco, Ciudad Bolívar.
- 1974 Primer premio, mención pintura, I Salón Universitario de Arte, UCV / Primer premio, mención pintura, XIII Salón de Arte, Facultad de Arquitectura y Urbanismo, UCV.
- 1977 Primer premio, mención pintura, Salón de Artes Plásticas, UC / Primer premio mención pintura, I Salón Municipal de Arte 7 de Diciembre, Maturín / Primer premio, XVI Salón de Arte, Facultad de arquitectura y urbanismo, UCV, Caracas / Mención, XXIX Salón de Dibujo y Pintura, Faces.
- 1978 Primer premio de pintura, VII Salón Pintores Bancarios, BCV.
- 1982 Premio especial de jurado, V Salón de la Malpenza, Milán Italia.
- 1986 Mención premio municipal de Artes Visuales, Salón Consejo Municipal del Distrito Federal, Caracas.
- 1989 Premio de la Asamblea Legislativa del Estado Anzoátegui, IV Bienal Regional de Puerto La Cruz.
- 1992 Medalla de Oro, I Bienal del Caribe y Centro América, Santo Domingo.
- 1999 Mención, Muestra Anual de Primavera, Venecia.

## Colecciones
- BCV
- Consejo Municipal, Maturín.
- Fundación Polar, Caracas.
- Galería Municipal de Arte, Puerto La Cruz.
- Metro de Caracas.
- Museo de Arte Contemporáneo, Lima, Perú.
- Museo de Arte Contemporáneo José Lorenzo de Alvarado, Tovar, Edo. Mérida
- Museo de Arte La Nación, Lima, Perú.
- Museo de Arte Moderno Ramírez Villamizar, Pamplona, Colombia.
- Museo de Arte Moderno, Santo Domingo
- Museo de Ciudad Bolívar
- Museo de Las Américas, San Juan de Puerto Rico.
- UC
- UCV
- UNA